# De mooiste dag (film)
De mooiste dag is een Nederlandse romantische dramafilm uit 2024 geregisseerd en mede geschreven door Appie Boudellah. De film ging op 13 juni 2024 in première.

## Verhaal
De film volgt schrijfster Jasmijn die in een serieus schrijversblok terecht komt nadat ze per ongeluk een dodelijk ongeval veroorzaakte. Het enige schrijversinspiratie die ze krijgt zijn voor talloze brieven die ze schrijft aan Wim, de weduwnaar van het verongelukte slachtoffer. Jasmijn komt tot de conclusie dat het zo niet verder kan en besluit haar leven radicaal om te gooien; zonder het iemand te vertellen pakt ze haar koffers en vertrekt naar Marokko, waar Wim een hotel runt. Terwijl haar zus en haar uitgever haar met man en macht proberen te vinden, sluiten Jasmijn en Wim in Marokko een onverwachte vriendschap. Echter moet Jasmijn wel nog het juiste moment zien te vinden om te vertellen wie zij daadwerkelijk is.

## Rolverdeling
| acteur               | personage              |
| -------------------- | ---------------------- |
| Katja Schuurman      | Jasmijn Helmert        |
| Hajo Bruins          | Wim de Groot           |
| Frank Lammers        | Joep                   |
| Isa Hoes             | Merel Helmert          |
| Edwin Jonker         | Hugo                   |
| Hassan Slaby         | Raffi                  |
| Soumaya Ahouaoui     | Meriam                 |
| Daphne Deckers       | Fleur                  |
| Thomas van der Vlugt | Oscar                  |
| Marjolein Keuning    | Ellen de Groot         |
| Anouk Maas           | Ilse de Groot          |
| Thor van der Linden  | Sammie de Groot        |
| Dorian Bindels       | Robert                 |
| Puck Pomelien Busser | Laura                  |
| Mahfoud Mokaddem     | Saïd                   |
| Tamara Brinkman      | uitgever               |
| Ilias Addab          | arts                   |
| Hiske Bongaarts      | verpleegkundige        |
| Anwar Lachman        | taxichauffeur          |
| Elle van Rijn        | uitreikster Gouden pen |
| Mounira Hadj Mansour | vrouw in boekhandel    |

## Achtergrond
De film werd geregisseerd en mede geschreven door Appie Boudellah, voor het schrijven van het scenario van de film werd hij ondersteund door Mustapha Boudellah en Maikel Nijnuis. De opnamen van de film vonden hoofdzakelijk plaats in Marokko. Hoofdrollen in de film waren weggelegd voor onder anderen Katja Schuurman, Hajo Bruins, Frank Lammers en Isa Hoes.

## Release
Op 2 mei 2024 werd de eerste trailer van de film naar buiten gebracht. Oorspronkelijk was het de bedoeling dat de film exclusief uitgebracht zou worden op streamingdienst Netflix, desondanks werd er uiteindelijk besloten de film toch ook een release in de Nederlandse bioscopen te geven. De mooiste dag werd vervolgens op 13 juni 2024 door distributeur Dutch FilmWorks in de Nederlandse bioscopen uitgebracht. Nadat de film uit de bioscoop kwam, maakte hij uiteindelijk alsnog op 19 oktober 2024 zijn debuut op Netflix. De film kwam binnen twee dagen op de nummer één positie van de top 10 best bekeken producties op de streamingdienst in Nederland.